# Wojciech Cichosz
Wojciech Cichosz (ur. 20 stycznia 1968 w Kartuzach) – polski duchowny rzymskokatolicki archidiecezji gdańskiej; profesor nauk teologicznych. Dziekan Wydziału Teologicznego oraz członek Rady Rektorskiej Uniwersytetu Mikołaja Kopernika w Toruniu (2020-2024); kierownik Katedry Nauk Społecznych i Prawa Kanonicznego (Wydział Teologiczny UMK) w Toruniu (2011–2024); profesor w Wyższej Szkole Komunikacji Społecznej (Wydział Nauk Społecznych) w Gdyni (2011–2018); wykładowca w Gdańskim Seminarium Duchownym (afiliowane do Uniwersytetu Kardynała Stefana Wyszyńskiego w Warszawie) (od 2002). Delegat Komisji Wychowania Katolickiego Konferencji Episkopatu Polski  do prac Komisji Episkopatów Unii Europejskiej w Brukseli w sekcji Edukacja i Kultura (Commission of the Bishops’ Conferences of the European Union, COMECE – Adviser for Education and Culture) (od 2022); Ambasador Międzynarodowej Sieci Pedagogicznej PILGRIM (PILGRIM-Botschafter) na Polskę Północną (od 2023); Konsultor Rady Naukowej Konferencji Episkopatu Polski (2020–2024); dyrektor (1997–2016), kanclerz/dyrektor nadzorujący Zespołu Szkół Katolickich im. św. Jana Pawła II w Gdyni (od 2016); archidiecezjalny duszpasterz nauczycieli i wychowawców (2001–2020); ekspert Ministerstwa Edukacji Narodowej ds. awansu zawodowego nauczycieli; egzaminator Okręgowej Komisji Egzaminacyjnej w Gdańsku w zakresie egzaminu maturalnego z filozofii.

## Życiorys
Pochodzi z kaszubskiej miejscowości Węsiory koło Sulęczyna. Jego rodzice to Anna i Zygmunt. Ma dwie siostry: Bożenę i Ewę. Do egzaminu dojrzałości przygotowywał się w Liceum Ogólnokształcącym im. H. Derdowskiego w Kartuzach (matura w 1987 roku). Ukończył Gdańskie Seminarium Duchowne w Oliwie, zdobywając tytuł magistra teologii w zakresie filozofii na Papieskim Wydziale Teologicznym im. św. Wojciecha – Uniwersytet im. Adama Mickiewicza w Poznaniu. 22 maja 1993 roku z rąk abpa Tadeusza Gocłowskiego metropolity gdańskiego przyjął święcenia prezbiteratu. Jako diakon (w ramach praktyki) pracował w parafii pw. Matki Boskiej Bolesnej w Gdańsku (1992–1993), następnie, już jako neoprezbiter, w parafii pw. św. Pawła Apostoła w Gdyni Pogórzu (1993–1994). Kolejne trzy lata posługiwał w kościele pw. Niepokalanego Serca Maryi w Gdyni Karwinach.
26 czerwca 1997 roku abp Tadeusz Gocłowski skierował go do wspólnoty parafialnej pw. św. Andrzeja Boboli w Gdyni Obłużu (powierzając mu stanowisko dyrektora Zespołu Szkół Katolickich im. św. Jana Pawła II w Gdyni) oraz na studia specjalistyczne w zakresie pedagogiki (wychowania chrześcijańskiego) w Uniwersytecie Gdańskim, które ukończył w 2000 roku uzyskując stopień doktora nauk humanistycznych (specjalność: pedagogika i filozofia wychowania). Następnie podjął studia doktoranckie na Wydziale Teologicznym Uniwersytetu Kardynała Stefana Wyszyńskiego w Warszawie, zdobywając w roku 2005 stopień doktora nauk teologicznych (specjalność: teologia apostolstwa). Pięć lat później, w roku 2010, na Uniwersytecie Kardynała Stefana Wyszyńskiego otrzymał stopień doktora habilitowanego nauk teologicznych (specjalność: pedagogika religii, szkolnictwo katolickie, katechetyka, teologia apostolstwa, filozofia wychowania, socjologia oświaty i wychowania, dydaktyka szkoły gimnazjalnej i ponadgimnazjalnej). Postanowieniem z dnia 15 kwietnia 2015 roku Prezydent Rzeczypospolitej Polskiej Bronisław Komorowski nadał mu tytuł naukowy profesora nauk teologicznych. Członek stowarzyszeń naukowych: Europejskiego Forum Nauczania Religii w Szkołach (EuFRES – The European Forum for Religious in Schools); Polskiego Towarzystwa Teologicznego; Polskiego Stowarzyszenia Katechetyków; Pomorskiego Towarzystwa Filozoficzno-Teologicznego; członek komitetów redakcyjnych i rad naukowych czasopism: „Studia Gdańskie”, „Studia Humanistica Gedanensia”, „Studia Pelplińskie”, „Studia Włocławskie"; recenzent naukowy licznych czasopism krajowych i zagranicznych; członek Rady Szkół Katolickich w Warszawie oraz Zrzeszenia Kaszubsko-Pomorskiego.
Jego zainteresowania naukowe obejmują przede wszystkim: koncepcje wychowania, szkolnictwo katolickie, system wartości i przemiany kulturowe. Fascynują go różne kultury i języki (semiotyka) oraz gra na fortepianie i chorał gregoriański.

## Konferencje i wykłady
Uczestnik licznych konferencji i wykładów międzynarodowych: Wielka Brytania (2019; 2022; 2023), USA (New York, New Jersey), Boliwia (Cochabamba, Santa Cruz de la Sierra), Peru (Lima), Niemcy (Duisburg, Essen, Fulda), Włochy (Palermo, Rzym, Turyn), współtwórca sympozjów na rzecz rozwoju edukacji europejskiej w ramach programu Socrates. Swobodnie posługuje się w mowie i piśmie ośmioma językami obcymi, w tym językiem łacińskim i greką klasyczną.

## Wyróżnienia i nagrody
W 2023 odznaczony przez Prezydenta Rzeczypospolitej Polskiej Srebrnym Krzyżem Zasługi. W 2022 wyróżniony przez Ministra Edukacji i Nauki tytułem honorowym profesora oświaty. W 2021 otrzymał Nagrodę Ministra Edukacji i Nauki, w 2016 Nagrodę Ministra Edukacji Narodowej.
Wielokrotne Nagrody Rektora Uniwersytetu Mikołaja Kopernika w Toruniu (od 2012).
2007: Za szczególne zasługi dla oświaty i wychowania otrzymał Medal Komisji Edukacji Narodowej. Złota Odznaka Sekcji Krajowej Oświaty i Wychowania NSZZ Solidarność, Jubileuszowy Medal Biskupa Edmunda Nowickiego, otrzymał wielokrotnie Nagrodę Organu Prowadzącego Zespół Szkół Katolickich im. św. Jana Pawła II w Gdyni (od 2007/2008). Mianowany przez abpa Tadeusza Gocłowskiego, metropolitę gdańskiego, Kanonikiem Honorowym Kapituły Archikatedralnej Gdańskiej (od 1 listopada 2007).

## Publikacje
Autor, współautor i współredaktor wielu publikacji (dotyczących zwłaszcza szkoły katolickiej, filozofii wychowania, systemu wartości i przemian kulturowych) – ponad stu artykułów oraz czternastu książek:
- Metodologia. Elementarz Studenta (2000)
- Wychowanie chrześcijańskie wobec postmodernistycznej prowokacji (2001)
- Klasyczne liceum i gimnazjum katolickie im. Jana Pawła II w Gdyni (2002)
- Śladami wielkich filozofów (2002)
- Formacyjna rola szkoły katolickiej (2007)
- Kościół na ziemi kosakowskiej (2009)
- Pedagogia wiary we współczesnej szkole katolickiej (2010)
- Ku pełni człowieczeństwa. Gdyński „Katolik” 1992-2012 (2012)
- Możliwości dialogu wychowania chrześcijańskiego ze współczesną edukacją polską (2013)
- Opieka nad osobą starszą. Studium moralno-społeczne (2018 - współredaktor)
- Wychowanie integralne. Praktyczna recepcja Gimnazjum w Zespole Szkół Katolickich im. św. Jana Pawła II w Gdyni 1992-2019 (2019)
- Wiara a ideologia. Joseph Ratzinger - Benedykt XVI wobec wyzwań współczesności (2022 - współredaktor)
- Lituria i społeczeństwo. I Seminarium Ratzingerowskie (2022 - współredaktor)
- Instytucje społeczne a integralny rozwój ludzki. Dobro wspólne w czasie pandemii Covid-19 (2022 - współredaktor).